# Picener

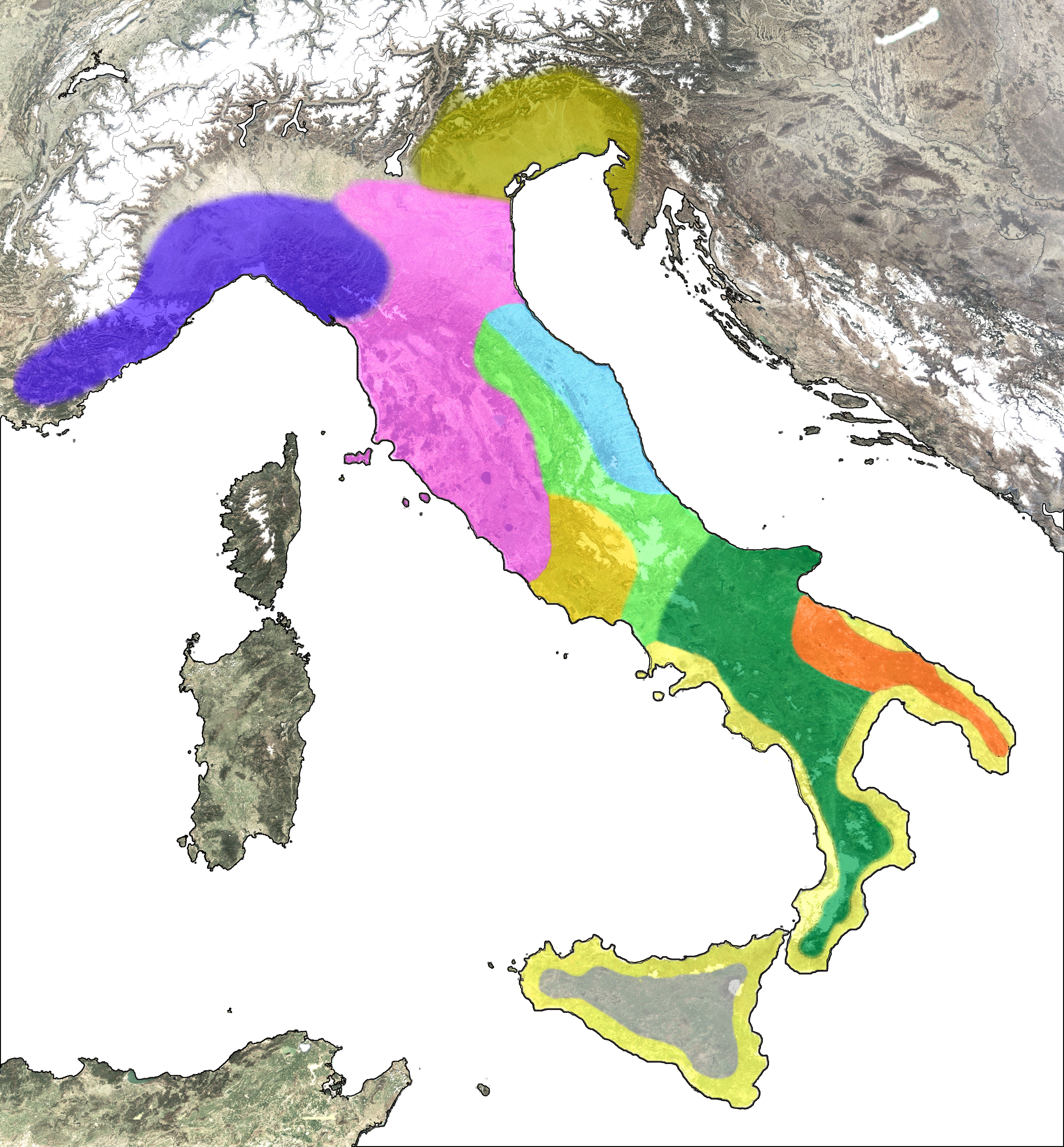
De viktigaste folkslagen i Italien 800 f.Kr.:
ligurer, veneter, etrusker, picener, umbrer, latiner, osker, messapier och greker.

Picener, ibland även picenter, var ett italiskt folk som bodde i Picenum i Marche och norra Abruzzo. Området sträckte sig mellan floden Foglia, floden Aterno, västra Apenninerna och Adriatiska havet. De talade ett italiskt språk besläktat med umbriskan och oskiskan.
Jordbruket var utvecklat bland picenerna som bodde i bördiga dalar. Picenerna var kända för sin produktion av vindruvor, äpplen, päron, oliver och mjöl. Utöver jordbruket bedrev man också jakt och fiske. Viktiga hantverk var metallbearbetning, keramik och textilier. Picenums geografiska placering gjorde det till ett viktigt handelscentrum. Viktiga handelsvaror var keramik, vapen, smycken och bärnsten.
Picenernas gudar var förmodligen direkt relaterade till krig och det jordbrukssamhälle picenerna levde i. Ankan tycks ha haft en särställning som symbol för den avlidnes själ. Man har funnit ett fåtal av picenernas kultplatser. Den viktigaste av dessa är helgedomen till gudinnan Cupra nära Cupra Maritima. Man förmodar att många religiösa ritualer genomfördes utomhus långt från bebodda områden.  
Det är inte känt exakt när picenerna bosatte sig i området. Däremot står det klart att folkgruppen följde Tronto-dalen och Norica-bäckenet. Därefter spred de sig över hela Picenum. Deras huvudsäte blev staden Asculum och deras viktigaste helgedom uppfördes i Cupra Maritima. En annan stad var Cluana.
År 299 f.Kr. nådde gallerna områden norr om Tibern. För att stoppa gallernas intrång i Picenum ingick picenerna en allians med Rom och förstärkte sin diplomatiska och militära ställning i förhållande till Pretuziano, som var allierade med samniterna. Några år senare försökte samniterna engagera picenerna i det som senare skulle kallas det tredje samnitiska kriget. Picenterna förblev lojala med sina allierade romarna. Det avgörande slaget stod 295 f.Kr. i slaget vid Sentinum i Umbrien. Rom nådde 295 f.Kr. adriatiska havet och erövrade området Pretuziano, söder om Picentum. Picenerna tillät den romerska armén fick passera Picentum, vilket ledde till att gallerna erövrades och att Picentum mot norr kom att gränsa mot romarriket.
Picenerna bröt sin allians med Rom 269 f.Kr. och gjorde därigenom indirekt uppror mot romarriket. Staden Asculum var ledande i upproret som slogs ned 269 f.Kr. och 268 f.Kr.. Romarna lät deportera en del picener och andra romaniserades. År 268 f.Kr. erhöll de picenska städerna medborgarskap utan romersk rösträtt för att senare få romerskt medborgarskap med rösträtt 241 f.Kr.. Detta gällde dock ej Ascoli Piceno som blev foederato. 
Några italiska folk, marsi, picener, samniter, marruciner, vestiner, peligner, frentaner, praetutiier och hirpiner gjorde revolt mot Rom 91 f.Kr. Revolten gick under namnet bundsförvantskriget. De ville få ökade rättigheter som romerska medborgare. Revolten bröt ut i Asculum då hela den romerska befolkningen i staden mördades. De revolterande italiska folken slöt sig samman kring Corfinium som huvudstad.  Under kriget kom romarna bland annat att belägra Acoli, som föll den 17 november 89 f.Kr. Belägringen av Asculum blev slutpunkt för bundsförvantkriget som ledde till att medborgarskapet utvidgades till att omfatta alla fria män. I och med det förstärktes romaniseringen av picenerna. 